# خوسيتكسو
خوسيتكسو (بالإسبانية: Josetxo Romero) (مواليد 25 فبراير 1977 في بنبلونة - إسبانيا) لاعب كرة قدم إسباني يلعب حاليا لصالح نادي الدرجة الأولى أوساسونا الإسباني منذ 1995 في مركز قلب الدفاع .

## روابط خارجية
- خوسيتكسو على موقع قاعدة بيانات كرة القدم.إي يو (الإنجليزية)
- خوسيتكسو على موقع Soccerway.com (الإنجليزية)